# Громыки (Брянская область)
Громыки — посёлок в Почепском районе Брянской области, входит в состав Сетоловского сельского поселения.

## История
В 1964 г. Указом Президиума ВС РСФСР поселок центральной усадьбы совхоза «Громыки» переименован в Громыки.

## Население
| 2010 | 2013 |
| ---- | ---- |
| 510  | ↘490 |